# Mordella infranotata
Mordella infranotata es una especie de coleóptero de la familia Mordellidae.

## Distribución geográfica
Habita en Madagascar.